# Bicorp
Bicorp település Spanyolországban, Valencia tartományban. Bicorp Ayora, Cortes de Pallás, Millares, Quesa és Teresa de Cofrentes községekkel határos. Lakosainak száma 560 fő (2024).

## Népesség
A település népessége az utóbbi években az alábbiak szerint változott:
| Lakosok száma | 676  | 645  | 603  | 583  | 556  | 532  | 526  | 533  | 524  | 560  |
|               | 2001 | 2004 | 2007 | 2009 | 2012 | 2014 | 2017 | 2019 | 2022 | 2024 |